# Équipe de Sainte-Lucie féminine de football
Cet article traite de l'équipe féminine. Pour l'équipe masculine, voir Équipe de Sainte-Lucie de football.
 (mars 2014).
Si vous disposez d'ouvrages ou d'articles de référence ou si vous connaissez des sites web de qualité traitant du thème abordé ici, merci de compléter l'article en donnant les références utiles à sa vérifiabilité et en les liant à la section « Notes et références ».
Maillots
L'Équipe de Sainte-Lucie féminine de football est l'équipe de football représentant Sainte-Lucie dans les compétitions féminines. Elle est gérée par la Fédération de Sainte-Lucie de football.

## Classement FIFA
| Année              | 2003 | 2004 | 2005 | 2006 | 2007 | 2008 | 2009 | 2010 | 2011 | 2012 | 2013 | 2014 | 2015 | 2016 | 2017 | 2018 |
| ------------------ | ---- | ---- | ---- | ---- | ---- | ---- | ---- | ---- | ---- | ---- | ---- | ---- | ---- | ---- | ---- | ---- |
| Classement mondial | 93   | 98   | 98   | 117  | 144  | 117  | 92   | 128  | 136  | 131  | 118  | 115  | 122  | 113  | 119  | 127  |